# Mieczysław Błahuszewski
Mieczysław Błahuszewski, pseud. m.in. Kostrzewa II (ur. 2 czerwca 1913 w Nowym Janowie, zm. 12 maja 1943 w Nowosiółkach k. Białegostoku) – działacz ruchu ludowego i konspiracji.
Z zawodu był inżynierem, należał do ZMW RP i Polskiej Akademickiej Młodzieży Ludowej, później SL. Podczas niemieckiej okupacji od 1941 działał w BCh, 1942-1943 pełnił funkcję komendanta BCh Okręgu VII (województwo białostockie), organizował Oddziały Specjalne, współorganizował tajne nauczanie na Białostocczyźnie. W 1943 wraz z grupą działaczy niepodległościowych został zamordowany przez gestapo.